# Antônio João (kommun)
Antônio João är en kommun i Brasilien.   Den ligger i delstaten Mato Grosso do Sul, i den södra delen av landet, 1 100 km sydväst om huvudstaden Brasília. Antalet invånare är 8 215.
Följande samhällen finns i Antônio João:
- Antônio João

Omgivningarna runt Antônio João är huvudsakligen savann. Runt Antônio João är det glesbefolkat, med 11 invånare per kvadratkilometer.